# Phyllitis sagittata
Phyllitis sagittata là một loài dương xỉ trong họ Aspleniaceae. Loài này được Guinea & Heywood mô tả khoa học đầu tiên năm 1954.
Danh pháp khoa học của loài này chưa được làm sáng tỏ. 